# Madum Sogn
Madum Sogn er et sogn i Ringkøbing Provsti (Ribe Stift).
I 1800-tallet var Madum Sogn i Ulfborg Herred anneks til Tim Sogn i Hind Herred. Begge herreder hørte til Ringkøbing Amt. Trods annekteringen var sognene to selvstændige sognekommuner. Ved kommunalreformen i 1970 blev Tim indlemmet i Ringkøbing Kommune, og Madum blev indlemmet i Ulfborg-Vemb Kommune, der ved strukturreformen i 2007 indgik i Holstebro Kommune.
I Madum Sogn ligger Madum Kirke.
I sognet findes følgende autoriserede stednavne:
- Bundgård (bebyggelse)
- Kærgård (bebyggelse)
- Madum (bebyggelse, ejerlav)
- Madum Bæk (vandareal)
- Madum Gårde (bebyggelse)
- Madum Kommuneplantage (areal)
- Madumflod (bebyggelse)
- Østerby (bebyggelse)